# Антонова, Инна Анатольевна
Инна Анатольевна Антонова (27 октября 1928, Омск, Сибирский край — 19 сентября 2000) — советский и украинский археолог, музейщик; заслуженный работник культуры УССР с 1967 года.

## Биография
Родилась 27 октября 1928 года в Омске в семье архитектора и воспитательницы детского дома. В 1951 году с отличием окончила Ленинградский университет. В 1952—1955 годах работала на месте затапливаемого Каховского водохранилища. Затем — в Херсонском облисполкоме сначала старшим инструктором по музеям и охране памятников, а затем заведующей областного отдела культурно-просветительских учреждений Херсонской области.
В 1955–1971 годах — директор, в 1971–1980 годах — заместитель директора и в 1980–1985 годах вновь директор Херсонесского историко-археологического музея.
В 2000 году Президентом Украины ей была назначена пожизненная государственная пенсия. Умерла 19 сентября 2000 года.

## Исследования
Исследовала фортификационные сооружения Херсонеса, в том числе и подводные. По результатам исследований опубликовала около 70 научных работ. Основной сферой научной деятельности Антоновой было изучение оборонительной системы и римской цитадели на территории Херсонеса.